# رامیرو انریکه
رامیرو انریکه (انگلیسی: Ramiro Enrique؛ زادهٔ ۴ مهٔ ۲۰۰۱) بازیکن فوتبال اهل آرژانتین است که در حال حاضر برای اورلاندو سیتی در پست مهاجم بازی می‌کند.

## دوران ملی
وی همچنین در تیم ملی فوتبال زیر ۱۸ سال آرژانتین بازی کرده است.

## دوران باشگاهی

### ریور پلاته و بانفیلد
انریکه از رده‌های پایهٔ ریور پلاته رشد کرد. در ۲۵ ژوئیهٔ ۲۰۱۹، او نخستین قرارداد حرفه‌ای خود را امضا کرد؛ قراردادی سه‌ساله با بانفیلد. او در آغاز سال ۲۰۲۱، توسط سرمربی خاویر سانینتی به ترکیب بزرگسالان باشگاه ارتقاء یافت؛ پیش‌تر فقط برای تمرین با تیم دعوت شده بود و در اکتبر ۲۰۲۰ در یک بازی دوستانه برابر تالرِس حضور یافته بود. در ۱۲ فوریهٔ ۲۰۲۱، او نخستین بازی حرفه‌ای خود را انجام داد و در دقیقهٔ ۷۳ به جای لوچیانو پونس وارد زمین شد؛ در دیداری که بانفیلد با نتیجهٔ ۲–۰ برابر راسینگ کلاب در مرحلهٔ گروهی کوپا د لا لیگ حرفه‌ای ۲۰۲۱ به پیروزی رسید. او نخستین گل خود در سطح بزرگسالان را نیز در همین رقابت‌ها به ثمر رساند؛ گل تساوی در تساوی ۲–۲ برابر استودیانتس د لا پلاتا در ۵ آوریل ۲۰۲۱.

### اورلاندو سیتی
در ۲۶ ژانویهٔ ۲۰۲۳، انریکه با اورلاندو سیتی از ام‌ال‌اس قراردادی سه‌ساله با دو سال آپشن باشگاه امضا کرد. او تحت طرح U22 ام‌ال‌اس جذب فهرست تیم شد. او نخستین بازی خود را در ۲۶ فوریهٔ ۲۰۲۳ انجام داد و در دقیقهٔ ۶۳ به جای ارکان کارا وارد زمین شد؛ در دیداری که با پیروزی ۱–۰ برابر نیویورک ردبولز همراه بود. انریکه نخستین گل خود برای باشگاه را در پیروزی ۲–۰ برابر کلرادو رپیدز در ۱۰ ژوئن به ثمر رساند. در ۱۸ سپتامبر، انریکه به‌عنوان بازیکن هفته برگزیده شد؛ پس از آن‌که دو روز پیش از آن، در پیروزی ۴–۳ برابر کلمبوس کرو دو گل به ثمر رساند و یک پاس گل داد.
در ۹ مارس ۲۰۲۴، انریکه در جریان مسابقه‌ای برابر مینه‌سوتا یونایتد در یک درگیری گسترده نقش داشت؛ او با بازیکن مینه‌سوتا مایکل باکسل مشاجره کرد و چندین‌بار او را هل داد؛ که جرقهٔ درگیری شدیدتری میان دو تیم را زد. سه روز بعد، کمیتهٔ انضباطی ام‌ال‌اس انریکه و همچنین دین سنت کلر از مینه‌سوتا را به‌دلیل نقش‌شان در این حادثه جریمه کرد. در ادامهٔ همان فصل، انریکه موفق شد در شش مسابقهٔ پیاپی در تمامی رقابت‌ها بین ۶ ژوئیه تا ۴ اوت گلزنی کند؛ این روند تنها پس از تساوی ۰–۰ برابر کروز آزول به پایان رسید؛ دیداری که اورلاندو سیتی در ضربات پنالتی ۵–۴ شکست خورد. با به‌ثمر رساندن چهار گل متوالی در مسابقات لیگ، انریکه با رکورد گل‌زنی پیاپی دام دوایر، نانی و داریل دایک در تاریخ باشگاه برابری کرد.

## زندگی شخصی
انریکه پسر قهرمان جام جهانی فوتبال ۱۹۸۶، هکتور انریکه است. عموی او، کارلوس نیز بازیکن حرفه‌ای فوتبال بود. همچنین دو برادر دارد به نام‌های فرناندو و فاکوندو، که اولی در فوتبال و دومی در راگبی فعالیت دارند.